# Dokazování
Dokazování je jedna z nejdůležitějších součástí procesního práva, při níž účastníci řízení dokazují svá tvrzení předkládáním návrhů na provedení důkazů.

## Dokazování v občanském soudním řízení
V občanském soudním řízení mají všechny strany sporu důkazní povinnost, musí tedy k prokázání svých žalobních tvrzení navrhovat důkazy (tzv. unést důkazní břemeno). O tom, které z nich se provedou, rozhoduje soud, navíc v nesporných řízeních musí provést i jiné, než které jsou navrženy, pokud je to nutné k prokázání skutkového stavu věci. Za zjištěný stav věci mohou být také brána shodná tvrzení účastníků a není třeba dokazovat tzv. notoriety (obecně známé skutečnosti), stejně jako právní předpisy. Soud hodnotí důkazy podle své vlastní úvahy, každý důkaz jednotlivě a všechny v jejich vzájemné souvislosti, je ale vázán rozhodnutím o tom, zda a kým byl spáchán trestný čin, přestupek nebo jiný správní delikt (kromě blokové pokuty), jakož i rozhodnutím o osobním stavu. Jakoukoli jinou otázku může posoudit sám, pokud však už bylo vydáno příslušné rozhodnutí, musí jej vzít v potaz.
Zvláštností je přenos důkazního břemene na žalovaného. Ten musí např. prokazovat, že nedošlo k porušení zásady rovného zacházení, pokud žalobce uvede takové skutečnosti, ze kterých lze dovodit, že došlo k diskriminaci v oblasti pracovní, zdravotní a sociální péče, vzdělávání, veřejných zakázek, bydlení nebo při přístupu ke zboží a službám. Přenos důkazního břemene se však týká i jiných oblastí, například správního nebo daňového řízení.
Jako důkaz mohou sloužit všechny prostředky, kterými lze zjistit stav věci, zejména výslech svědků, znalecký posudek, zprávy a vyjádření orgánů, fyzických a právnických osob, notářské nebo exekutorské zápisy a jiné listiny, ohledání a výslech účastníků. Veřejné listiny potvrzují pravdivost toho, co je v nich osvědčeno nebo potvrzeno, není-li dokázán opak.

## Dokazování v trestním řízení
V trestním řízení se dokazuje zejména to, zda se stal skutek, v němž je spatřován trestný čin, a zda jej spáchal obviněný, případně z jakých pohnutek. Dokazují se také podstatné okolnosti, mající vliv na posouzení povahy a závažnosti činu, osobních poměrů pachatele, umožňující stanovení následku a výše způsobené škody i bezdůvodného obohacení a okolnosti, které vedly k trestné činnosti nebo umožnily její spáchání. Každá ze stran může důkaz vyhledat, předložit nebo jeho provedení navrhnout. Nesmí být použit důkaz, který byl získán v rozporu se zákonem (např. nepovolený odposlech), s výjimkou případu, kdy se použije jako důkaz proti osobě, která takového donucení nebo hrozby donucení použila. V trestním řízení musí navrhovat důkazy státní zástupce o vině obviněného, důkazní návrhy může činit i obviněný a soud může sám doplnit dokazování v rozsahu potřebném pro své rozhodnutí.
Jako důkaz může být v trestním řízení použito vše, co může přispět k objasnění dané věci, zejména výpovědi obviněného a svědků, znalecké posudky, věci a listiny důležité pro trestní řízení. Trestní řád zná také zvláštní důkazní prostředky, jako je konfrontace, rekognice, vyšetřovací pokus, rekonstrukce a prověrka na místě.